# 衣川由衣
衣川 由衣（いかわ ゆい、1987年3月10日 - ）は、日本のAV女優。
出身地：神奈川県。血液型：A型。身長：153cm、スリーサイズはB80(E-60)cm、W55cm、H80cm。

## 略歴
2006年1月 - 『DEBUT!DEBUT!DEBUT!』(ソフト・オン・デマンド)で AVデビュー。

## 作品

### アダルトビデオ
2006年
- Debut！Debut！Debut！　（2006年1月4日、SODクリエイト）
- nude　（2006年2月4日、SODクリエイト）
- どすけべMメイド　（2006年3月4日、SODクリエイト）
- 新・童貞狩り【第9章】　（2006年4月20日、SODクリエイト）
- 女子高生痴漢凌辱暴行レイプ4〜輪姦中出し編〜　（2006年5月18日、SODクリエイト）
- 衣川由衣の中出し天国 キャバクラ編　（2006年6月22日、SODクリエイト）
- 天使のWa おしりっぷり　（2006年10月16日、マキシング）
- 人形小箱〜a tale of dolls〜沈黙の悶絶　（2006年11月16日、マキシング）
- コスミック モード01　（2006年12月16日、マキシング）

2007年
- 衣川由衣 性技の味方　（2007年1月16日、マキシング）
- セクサロイドYUI MK-II　（2007年2月16日、マキシング）
- プリティーセレブ× ザーメンSP　（2007年3月16日、マキシング）

2009年
- この顔射がスゴイ！（2009年7月16日、マキシング）総集編

### イメージビデオ
- LIMIT
- Sweet Doll

## 出演

### テレビ
- Neo Happy系教育テレビ（テレビ大阪、2006年）